# Van den Heuvel tot Beichlingen, gezegd Bartolotti Rijnders
Van den Heuvel tot Beichlingen, gezegd Bartolotti Rijnders is een van oorsprong Nederlandse achternaam. In Nederland waren in 2007 minder dan vijf naamdragers, in België kwam de naam niet voor. De eerste naamdrager was Jacobus Jan Philip van den Heuvel tot Beichlingen, gezegd Bartolotti Rijnders (1816-1883). Rijnders kreeg bij Koninklijk Besluit in 1863 toestemming de familienaam van zijn moeder aan de zijne toe te voegen.

## Langste achternaam van Nederland
De naam heeft 51 tekens, 58 tekens als spaties mee worden geteld. Hiermee was de naam volgens de Nederlandse familienamenbank (NFB) van het Meertens Instituut in 2007 de langste achternaam van Nederland. De NFB baseert haar gegevens op de Gemeentelijke basisadministratie.

## Oorsprong en verklaring
De naam is een zogenaamde vierdubbele naam. Extra delen werden aan achternamen toegevoegd als een adellijk goed of nieuwe heerlijkheden aan het bezit van de familie werden toegevoegd. Op deze manier konden zeer lange ritsen van twee, drie of zelfs vier achternamen zich clusteren tot een naam. Andere vierdubbele namen zijn bijvoorbeeld de Vos van Steenwijk genaamd van Essen tot Windesheim en Oetgens van Waveren Pancras Clifford. De naam bestaat uit vier aparte delen die hieronder verklaard worden.
1. Van den Heuvel, duidend op een heuvel of verhoging waaraan gewoond wordt.
2. Tot Beichlingen, duidend op dat de bezittingen in Beichlingen lagen.

gezegd, tussenvoegsel bedoeld om aan te geven dat een familie onder meerdere namen bij instanties bekend was.
1. Bartolotti, Italiaanse naam, betekenis onbekend. Willem van den Heuvel tot Beichlingen, rond 1617 opdrachtgever voor de bouw van het Huis Bartolotti in Amsterdam, voerde de naam van zijn oom Giovanni Bartolotti.
2. Rijnders, patroniem, zoon van Rijn-(hart/aart).